# Dorfkirche Hörningen

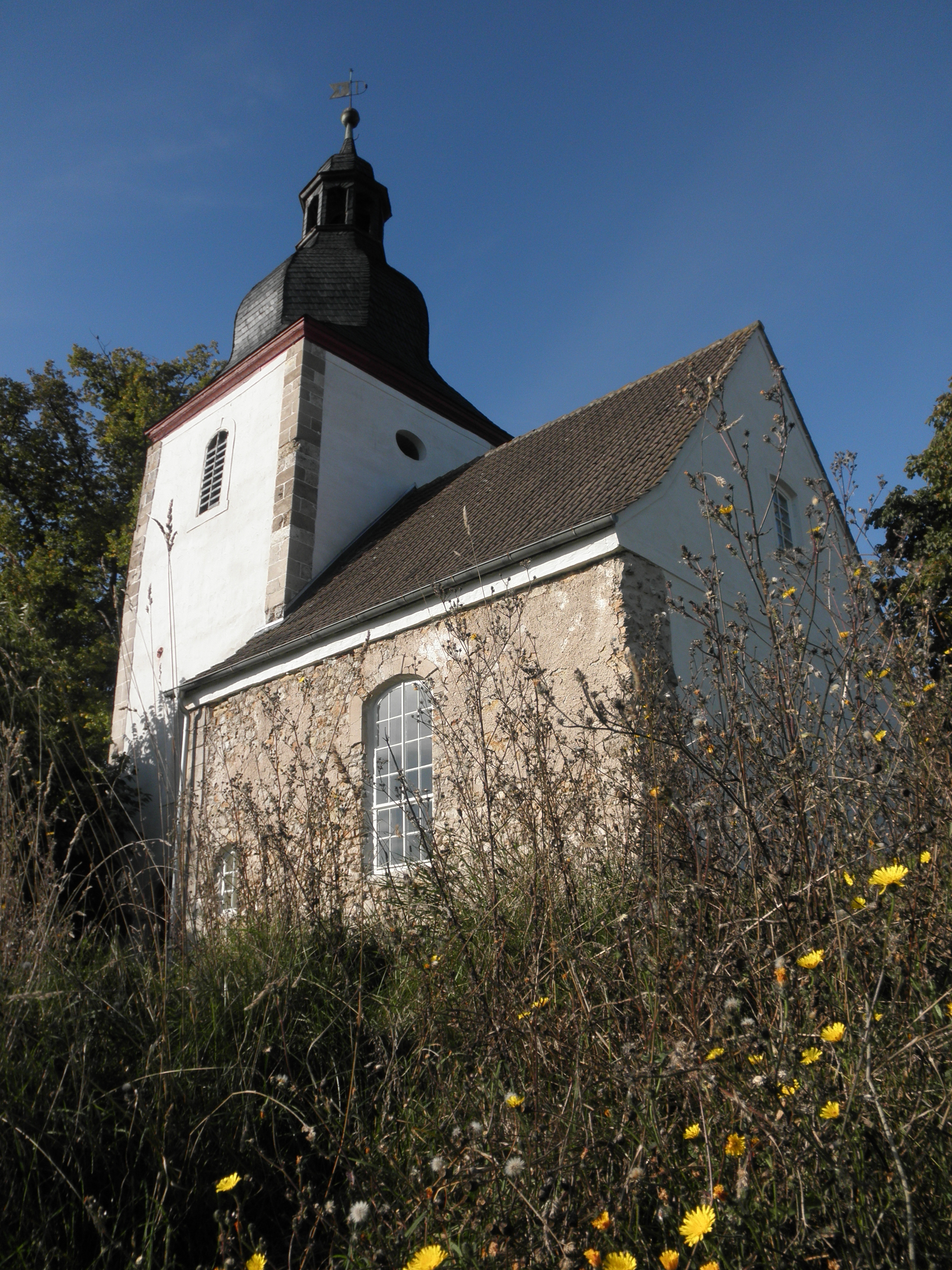
Die Kirche

Die evangelische Dorfkirche Hörningen steht in dem Ortsteil Hörningen der Stadt Nordhausen im Landkreis Nordhausen in Thüringen.

## Geschichte
Nach der Zerstörung des  Klosters Walkenried im Bauernkrieg, an dem die Bauern des Dorfes mit teilgenommen hatten, wurden die Bewohner des Dorfes evangelisch.
Am 12. Mai 1737 stürzte die baufällige Kirche ein. Das Gotteshaus wurde 1753 wieder nach evangelischen Gesichtspunkten aufgebaut.